# Władimir Smietanin
Władimir Smietanin, ros. Владимир Семёнович Сметанин (ur. 13 lutego 1937 w Podlipkach, obwód moskiewski) – radziecki sztangista.

## Biografia
Mistrz Sportu ZSRR (1961), Zasłużony Mistrz Sportu ZSRR (1969). Odznaczony medalami „Za Waleczność Pracy” i „Weteran Pracy”. Weteran sportu RSFSR. Absolwent Państwowego Instytutu Kultury Fizycznej w Omsku (1970), z wykształcenia nauczyciel wychowania fizycznego.
Startował w wadze muszej (do 52 kg). Dwukrotny medalista mistrzostw świata (srebrny – 1969, brązowy – 1970) oraz dwukrotny medalista mistrzostw Europy (srebrny – 1969, brązowy – 1970). Pięciokrotny złoty medalista ZSRR (1962, 1963, 1964, 1970, 1972), jak również trzykrotnie srebrny (1961, 1969, 1971). Złoty (1963) i srebrny (1971) medalista Spartakiady ZSRR. Siedmiokrotnie ustanowił rekordy ZSRR, był również dwukrotnie rekordzistą świata (w dwuboju oraz w trójboju).
Ojciec Władimira Smietanina został stracony podczas czystek stalinowskich w 1937, a jego rodzina została przeniesiona z Moskwy na Ural, gdzie wychowywała go matka.

## Mistrzostwa świata
- Warszawa 1969 –  srebrny medal (waga musza)
- Warszawa 1970 –  brązowy medal (waga musza)

## Mistrzostwa Europy
- Warszawa 1969 –  srebrny medal (waga musza)
- Szombathely 1970 –  brązowy medal (waga musza)